# Daniel Gendre
Daniel Gendre (* 21. November 1946 in Genf) ist ein Schweizer Fotograf mit den Schwerpunkten Werbe- und Portraitfotografie. Er lebt und arbeitet in Windisch AG. 

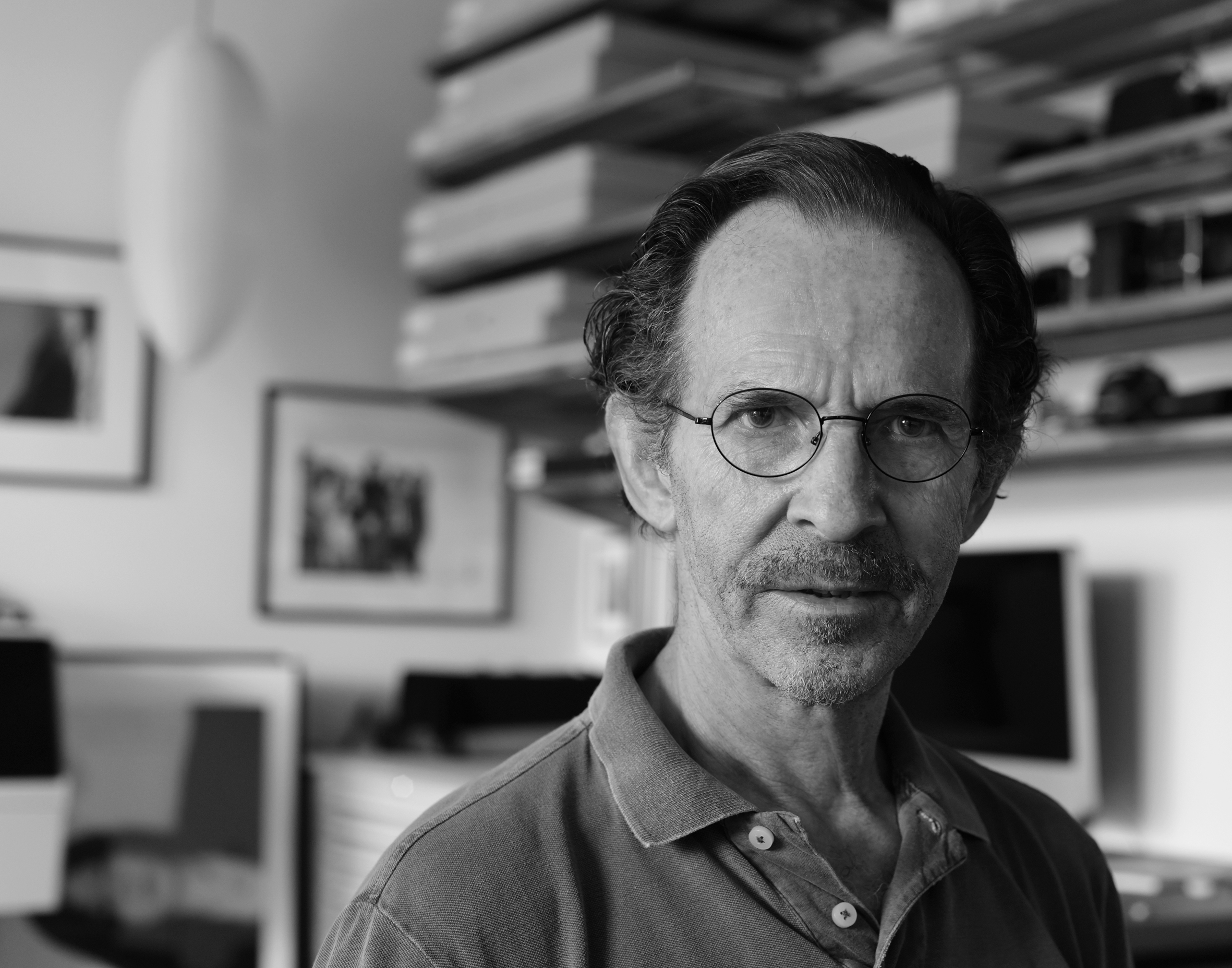
Daniel Gendre, 2016

## Leben
Daniel Gendre wurde am 21. November 1946 in Genf geboren. Er absolvierte eine Lehre als Zeichner und unternahm 1967 bis 1974 eine Weltreise, wobei er längere Zeit in Australien zubrachte. 1970, im 100. Geburtsjahr von Lenin, reiste er durch die Sowjetunion. Seit 1975 lebt und arbeitet Daniel Gendre in Zürich und Umgebung.

## Schaffen

### Auslandsreisen
1970 unternahm Gendre eine viermonatige Bahnfahrt durch die Sowjetunion, welche ihn von Nachodka im Osten über Moskau nach Leningrad in den Westen des Landes führte (mit einem Abstecher in die Geburtsstadt von Lenin, Uljanowsk). Die im 100. Geburtsjahr von Lenin gemachten Aufnahmen zeigen nicht etwa jubelnde Menschenmassen und Aufmärsche, sondern den sowjetischen Alltag, zum Beispiel Menschen auf dem Weg zur Arbeit und Strassenszenen. Die kulturelle Vielfalt der damaligen Sowjetunion spiegelt sich in der Fotoreihe wider. Auf der Reise entstanden viele Aufnahmen, welche jedoch erst 35 Jahre nach der Belichtung einem grösseren Publikum an Ausstellungen in Paris und Zürich gezeigt wurden. Der Erfolg dieser Ausstellungen führte zur Publikation des Bildbandes UdSSR im Jahre 2008. Vorworte zum Bildband steuerten u. a. Regula Heusser-Markun und Michail Schischkin bei. 
Im Frühling 2010 fuhr Gendre fünf Wochen mit dem Velo durch Tokio und suchte dabei den «poetischen Urbanismus». Die entstandenen Arbeiten wurden in der Japanischen Botschaft in Bern gezeigt. 
Zum Fotografen ausgebildet wurde Gendre 1971–1974 in London, wo er u. a. Assistent von Phil Jude und Brian Duffy war. 

### Studioarbeiten
Gendre gründete 1975 ein Studio für Werbefotografie und Sachfotografie. Diesen Fotografie-Gebieten widmete er sich bis ins neue Jahrtausend und konnte verschiedene Auszeichnungen gewinnen. Ab dem Jahr 2000 widmete er sich vermehrt auch der Portraitfotografie. Heute arbeitet Gendre hauptsächlich in schwarz-weiss.

## Ausstellungen (Auswahl)
- 2003: Galerie Sarasin, Genf: 50 portraits en noir/blanc
- 2004: Werkgalerie, Maur ZH: Photographies en noir/blanc
- 2007: Galerie Last, Zürich: Petites histoires russes
- 2008: Nationalmuseum für politische Geschichte Russlands, Villa Matilda Felixowna Kschessinskaja, St. Petersburg
- 2009: Galerie im Höchhuus, Küsnacht: Lipsticks et polachromes
- 2011: Musée de l’Elysée, Lausanne: Présentation publique
- 2011: Japanische Botschaft, Bern: Tokyo, poésie urbaine
- 2012: Le Château, Montcherand: Déchets de Vinyle
- 2015: Japanische Botschaft, Bern: Silent Tokyo (Still lives – Natures mortes)

## Publikationen
- Daniel Gendre: UdSSR (deutsch/russisch), Offizin-Verlag, Zürich 2008. ISBN 978-3-907496-55-8.

## Auszeichnungen
- Art Directors Club Schweiz: 1977, 1982, 1983, 1985, 1987
- Plakatwettbewerb des Eidgenössischen Departements des Innern: 1978, 1979, 1980, 1985